# Meterbier

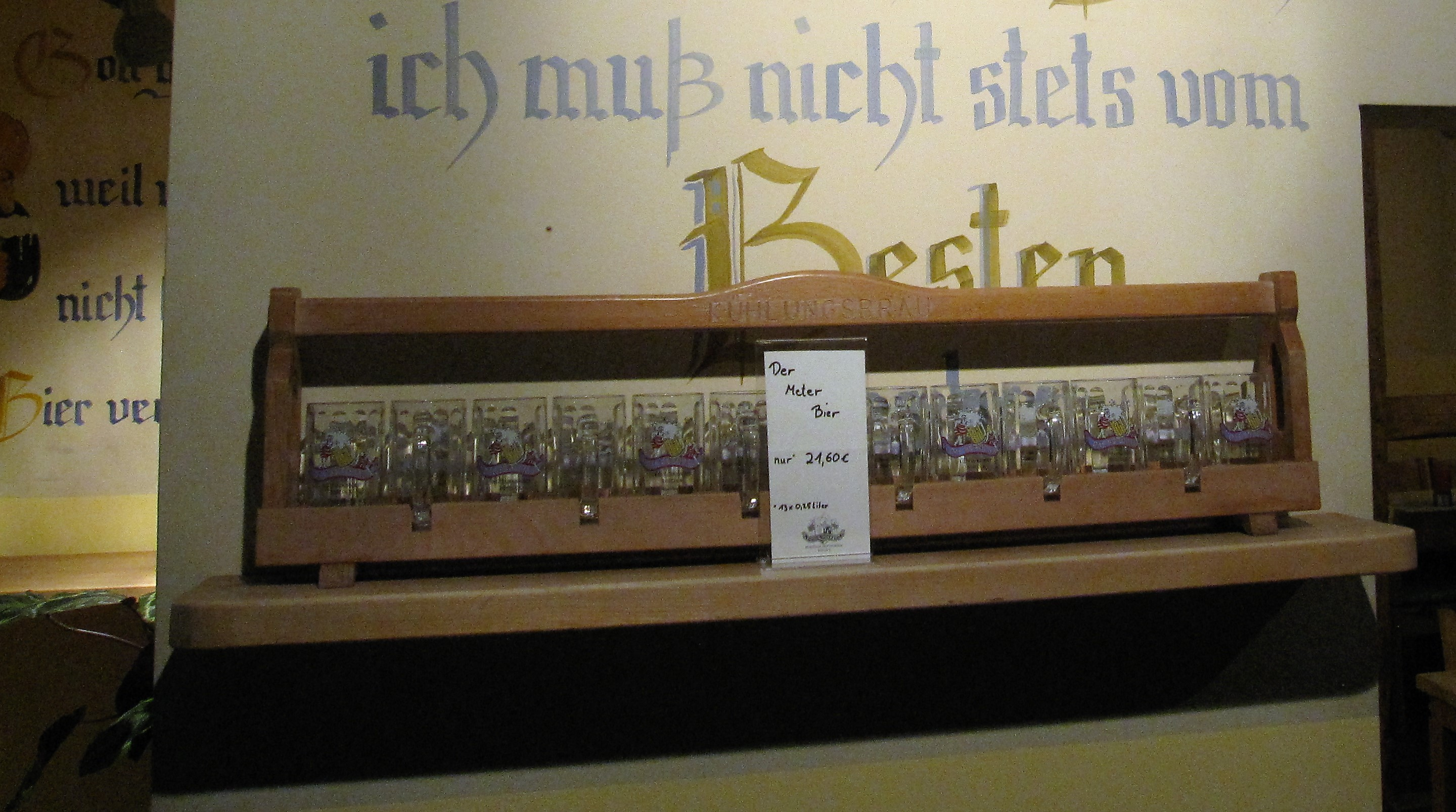
Werbung für Meterbier in einer Gaststätte in Rostock (hier als Bierglasträger mit 13 Bierkrügen à 0,25 l)

Meterbier (auch Meter-Bier sowie teils auch Biermeter) ist eine in verschiedenen Gaststätten, besonders im Rheinland gebräuchliche, Abgabeform von Bier. Die Besonderheit besteht darin, dass das Bier in Gläser (normalerweise 0,2 l) eingeschenkt wird, die dann auf einem „1 Meter langen“ Holzständer serviert werden. Je nach Bauart des Holzständers, der im Handel unter anderem als Bierglasträger, Bierträger oder Meterbrett angeboten wird, passen bis zu 15 Gläser darauf.

## Verbreitung und Varianten
In Teilen der Eifel erhält man auf die Bestellung „einen Meter Bier“ elf Bier (serviert auf dem Holzständer) zum Preis von zehn. Gebräuchlich ist dies insbesondere, wenn auf einem Volksfest für eine Gruppe bestellt wird. Ähnliche Angebote sind nicht nur im übrigen Rheinland-Pfalz und in Berlin verbreitet, sondern zudem in anderen Regionen Deutschlands sowie im Ausland anzutreffen.
Inzwischen hat sich die Mengenangabe ein Meter auch auf andere Getränke übertragen („ein Meter Bacardi-Cola“, „ein Meter Mix“) – diese werden dann aber meist auf einem Tablett und nicht auf dem Meterbrett serviert. Als (nicht unbedingt ernstgemeinte) Steigerung wird auf einigen Festen der Quadratmeter angeboten. So könnten besonders durstige Gruppen und Vereine 121 Getränke zum Preis von 100 erwerben.

## Verwandte Abgabeformen von Bier
In einigen Kneipen, Brauereikellern und Festzelten etc. wird der „Meter Bier“ auch in einer ein Meter hohen Plexiglasröhre – mit einem Fassungsvermögen von etwa 4 bis zu 5 Liter – sowie einem integrierten Unterteil mit Zapfhahn und Standfläche oder Sockel serviert. Solche tragbaren Selbst-Zapfvorrichtungen werden allgemein als Biertower (auch Biersäule oder Getränkesäule) bezeichnet. Sie sind – oft mit geringeren Höhen und teils anderen Behälterausbildungen sowie geringerem Fassungsvermögen von 2,5, 3,5 oder 4 Liter – in vielen Ländern der Welt anzutreffen, insbesondere in der Erlebnisgastronomie und in Sportbars etc.
Von einigen Brauereien, regionalen Werbegemeinschaften etc. und Geschenkartikelanbietern werden als (Werbe-)Geschenk, „Mitbringsel“ oder Reiseandenken verschiedene Bierträger aus Holz angeboten, die mit Bierflaschen gefüllt sind – meist als Auswahl aus verschiedenen Biersorten von einem oder auch von mehreren Braubetrieben sowie teils auch aus verschiedenen Ländern. Solche Marketing- beziehungsweise Geschenkartikel werden ebenfalls oft unter der Bezeichnung „ein Meter Bier“ oder auch „ein halber Meter Bier“ vertrieben und beinhalten etwa 12 bis 16 beziehungsweise 6 bis 8 Flaschen Bier.
Auf den britischen Inseln und anderen Ländern der Welt werden in einigen Pubs und Brauereigaststätten etc. sogenannte Beer Flights oder Flights of Beer angeboten, wobei es sich um eine Auswahl von kleinen Portionen verschiedener Biersorten handelt. Je nach Ausschankangebot werden dabei vier bis acht verschiedene Sorten Bier in kleinen Gläsern von 3 bis 5 fl.oz. auf einem kleinen Holzbrett, dem sogenannten Beer Flight Paddle, serviert. Als beliebte Möglichkeit, verschiedene Biersorten zu testen, sind Beer Flights insbesondere auch im Umfeld von Craft-Beer- und Mikrobrauereien anzutreffen.

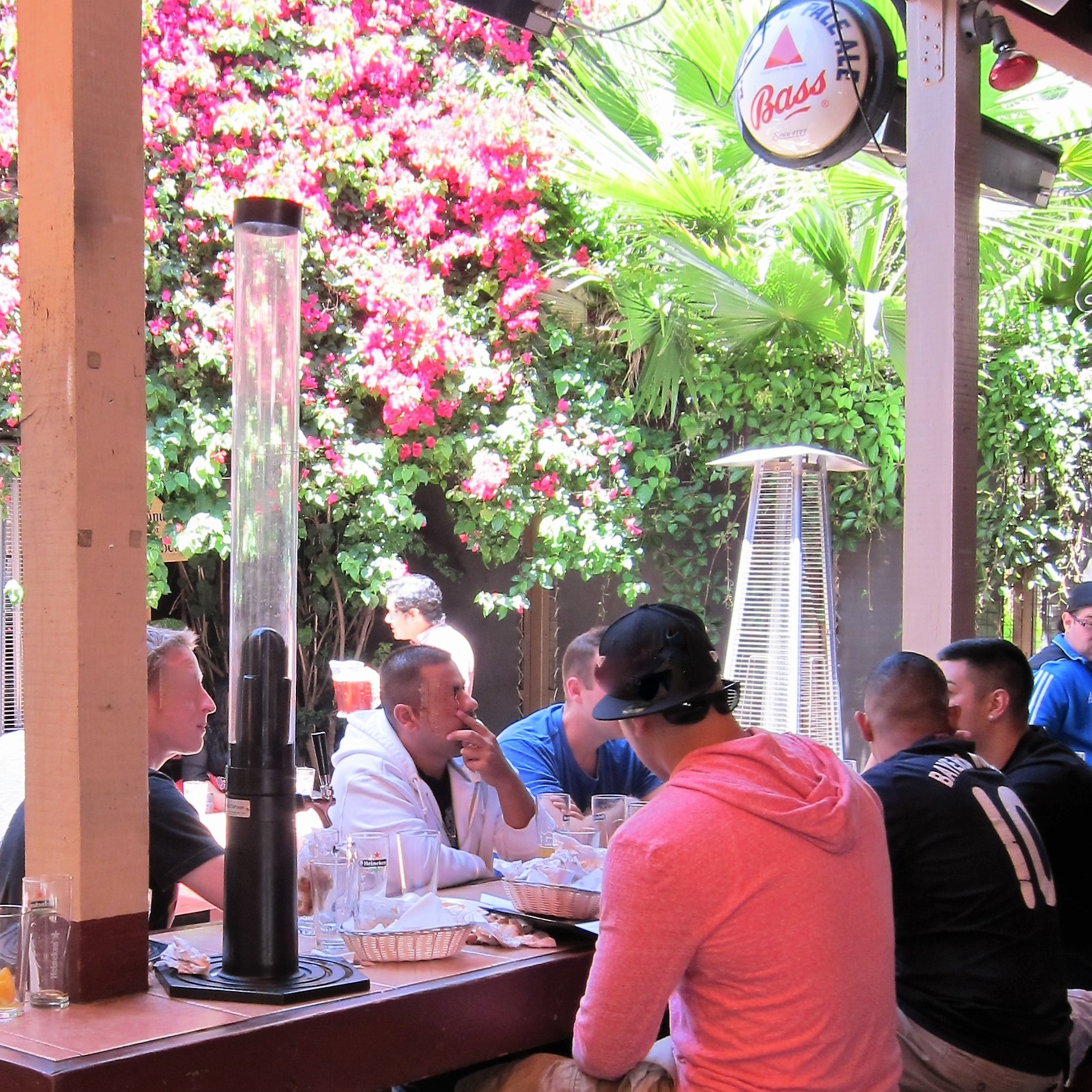
Biertower („geleert“), hier in einer Sportbar in den USA
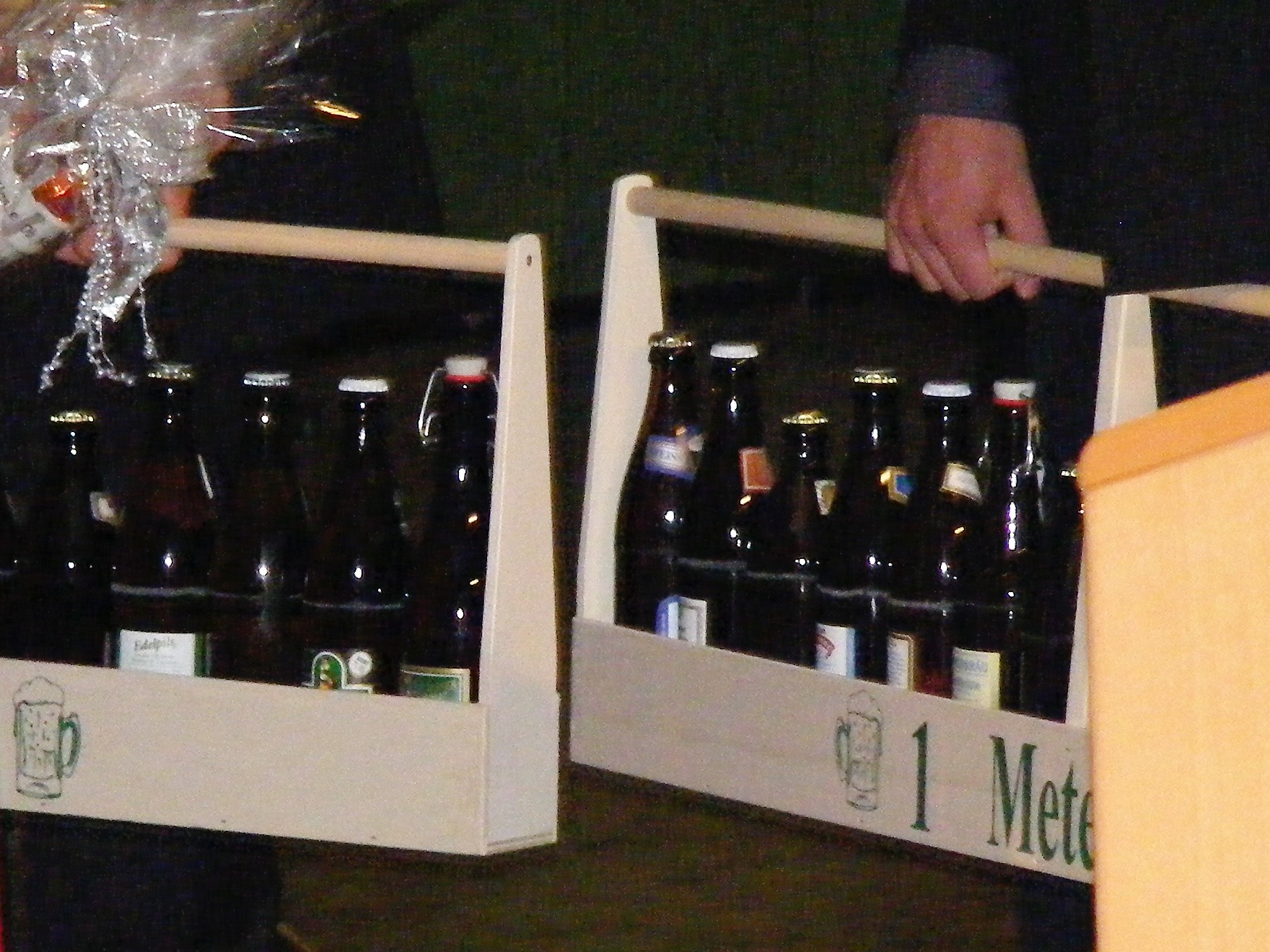
Bierträger „1 Meter Bier“, mit je ca. 14 Flaschen Bier (hier als Geschenkartikel)
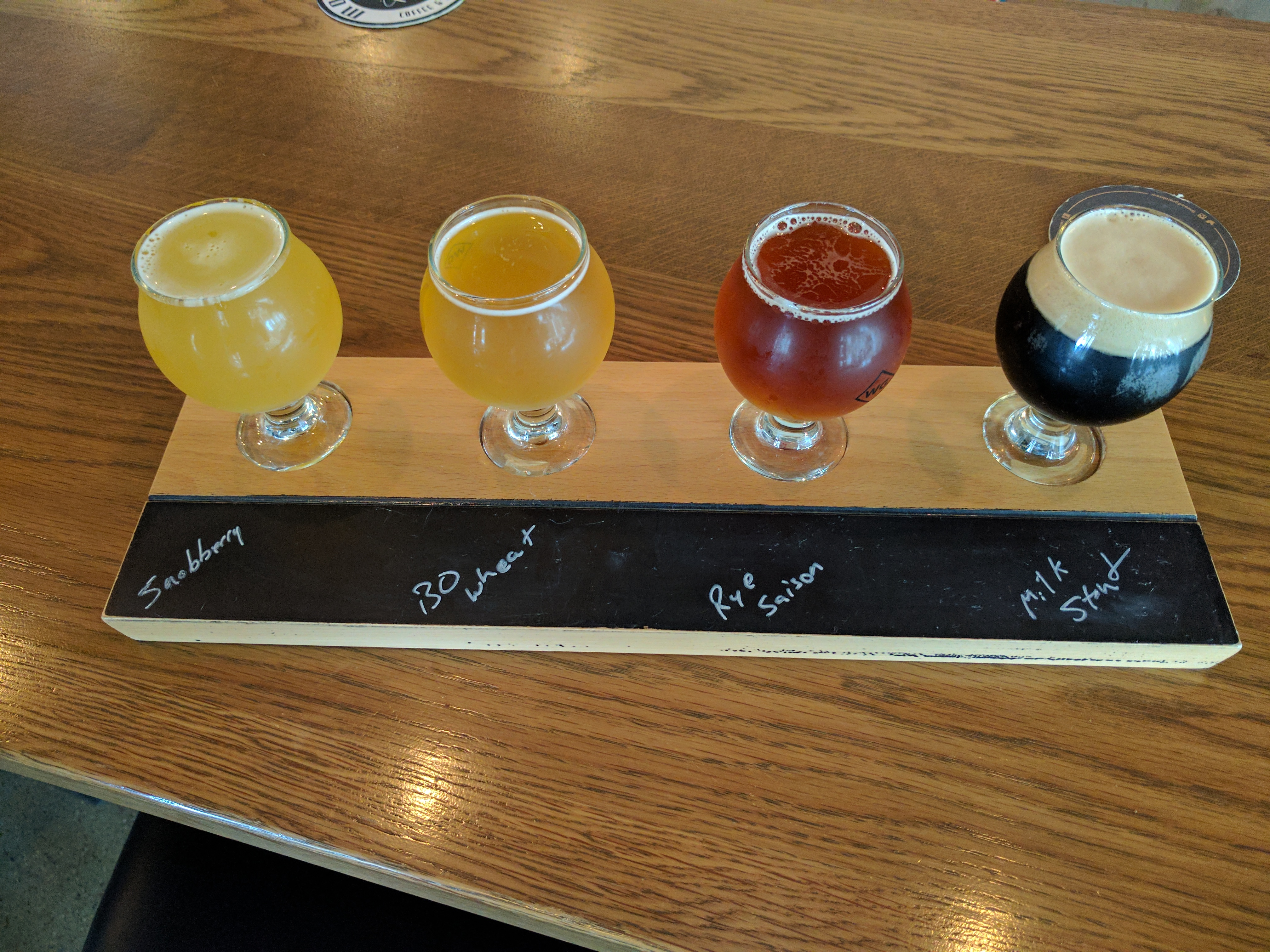
Beer Flight, mit vier verschiedenen Biersorten (hier zum Verkosten in einem Lokal)